# Tuhu soo

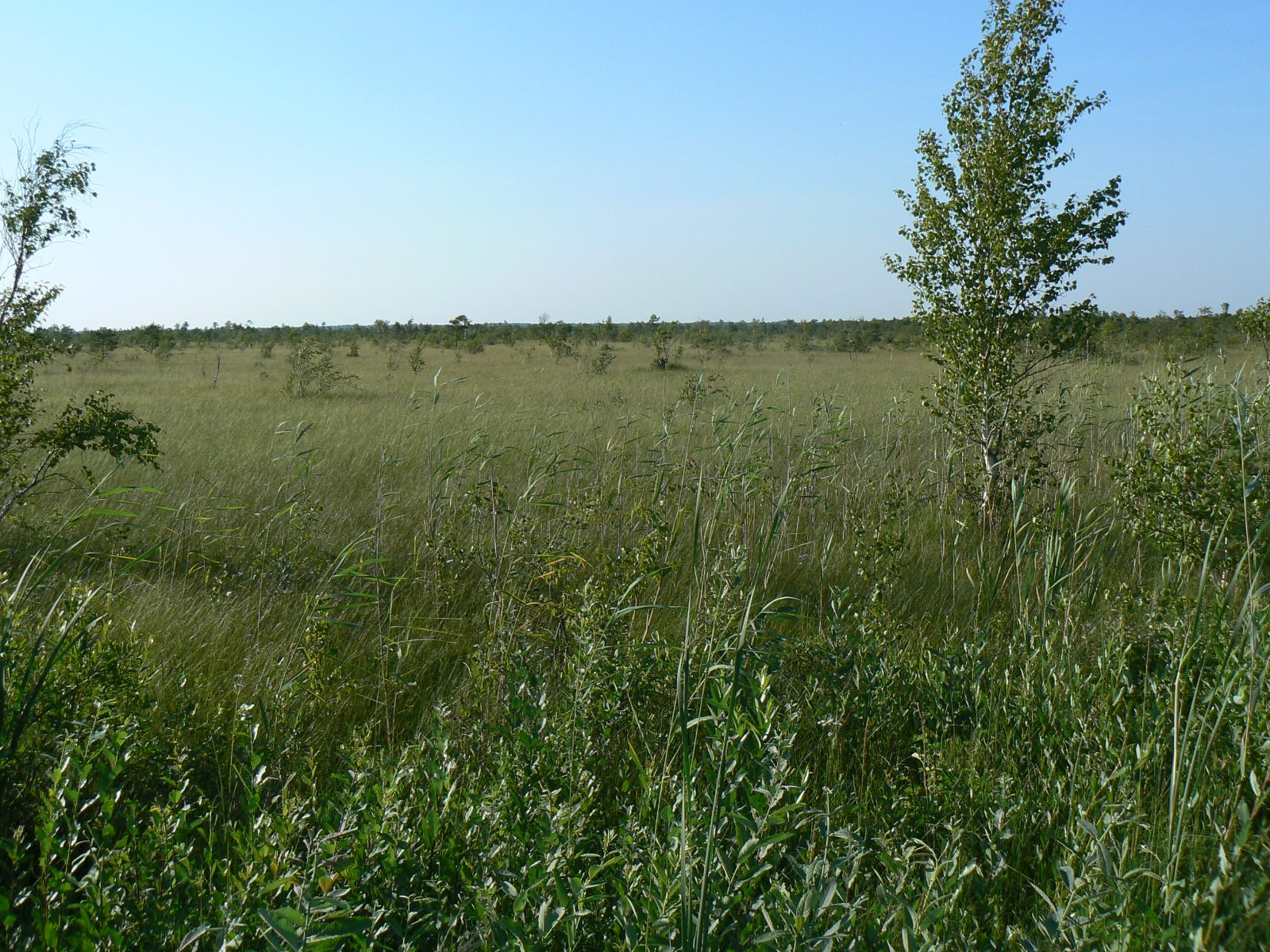
Tuhu soo

Tuhu soo är en våtmark i västra Estland. Den ligger på gränsen mellan Hanila kommun i landskapet Läänemaa och Koonga kommun i Pärnumaa, 110 km sydväst om huvudstaden Tallinn. Våtmarken angränsar i väster till mossen Tuudi raba och avvattnas av ån Tuudi jõgi. Området är naturreservat.